# (13933) Charleville
(13933) Charleville es un asteroide perteneciente al cinturón de asteroides descubierto el 2 de noviembre de 1988 por Tsutomu Seki desde el Observatorio de Geisei (Geisei, Japón).

## Designación y nombre
Designado provisionalmente como 1988 VE1, posteriormente fue rebautizado en honor a la ciudad de Charleville, la mayor población del interior de Queensland (Australia), en donde se encuentra el Charleville Cosmos Centre, una institución desde la cual, gracias a los oscuros cielos de la zona, se introduce al público a la astronomía. El nombre fue sugerido por E. Kato.

## Características orbitales
Charleville está situado a una distancia media del Sol de 2,775 ua, pudiendo alejarse hasta 3,172 ua y acercarse hasta 2,378 ua. Su excentricidad es 0,143 y la inclinación orbital 8,311 grados. Emplea 1688,61 días en completar una órbita alrededor del Sol.

## Características físicas
La magnitud absoluta de Charleville es 13,25. Tiene 11,092 km de diámetro y su albedo se estima en 0,099. 